# Mountbatten

Vapen för Huset Mountbatten (Battenberg)

Louis Mountbattens vapen

Mountbatten (omskrivning för Battenberg) är ett släktnamn för ättlingar till Ludvig av Battenberg som naturaliserades som brittiska undersåtar. De antityska stämningarna under första världskriget gjorde att kung Georg V kände sig föranledd att ändra namnet på kungahuset från Sachsen-Coburg-Gotha till Windsor, och i samband med det ändrade även den invandrade furstesläkten Battenberg sitt namn till Mountbatten. Sedan år 1917, skrev sig Ludvig av Battenberg (1854–1921) istället Louis Alexander Mountbatten. Louis Alexander Mountbatten tvingades att avsäga sig alla tyska titlar och fick ändra det tyska släktnamnet Battenberg till det mer engelskklingande Mountbatten. Han fick som ersättning bli markis av Milford Haven, earl av Medina och viscount Alderney.
Namnet övertogs även av hans dotterson, drottning Elizabeth II:s gemål prins Philip (nuvarande kung Charles III:s far), fast denne egentligen tillhörde Huset Schleswig-Holstein-Sonderburg-Glücksburg.
I Sverige var drottning Louise (född Battenberg) gift med Gustav VI Adolf. Hennes bror Louis Mountbatten, 1:e earl Mountbatten av Burma var den siste vicekungen av Indien.